# Eishaus

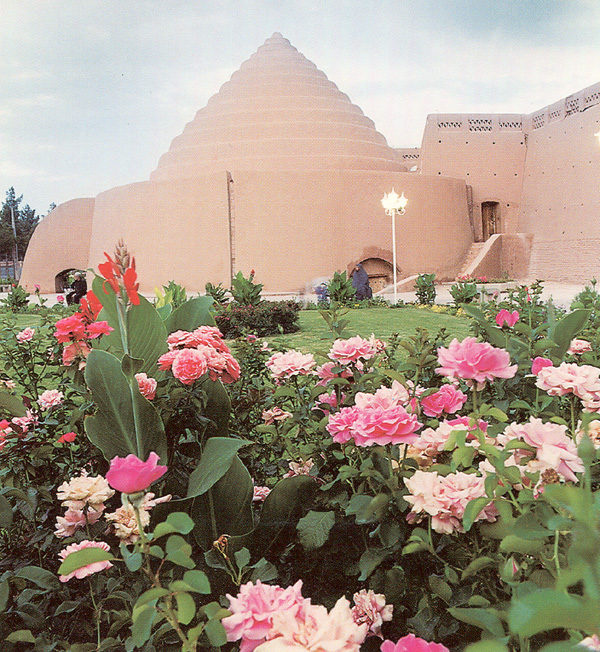
Eishaus in Kerman (Iran) nach Art eines persischen Yachtschal

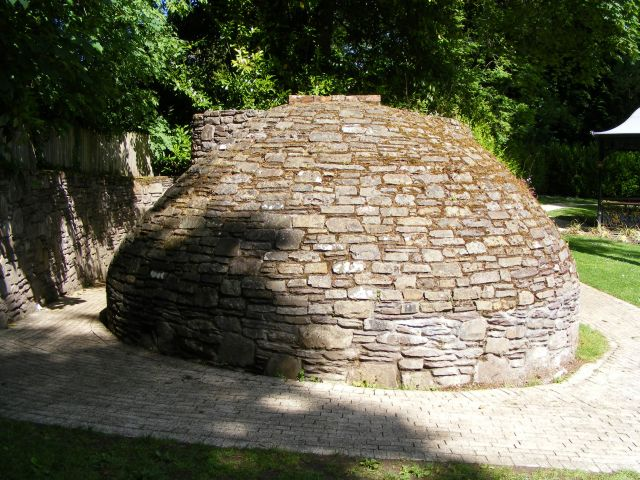
Eishaus von Lismore, County Clare Irland

Ein Eishaus ist ein Lagerhaus, in dem mit einer großen Masse von Natureis Lebensmittel durch Kühlung konserviert werden bzw. in dem Natureis nach der Eisernte im Winter eingelagert wurde, um während des ganzen Jahres von dort aus gehandelt zu werden. 
Die Vorläufer der oberirdischen Eishäuser sind die unterirdischen Eiskeller, ihre Nachfolger die mit künstlicher Kühlung arbeitenden Kühlhäuser. Der Bau von Eishäusern setzte sich im 19. Jahrhundert besonders in Nordamerika durch.

## Konstruktion

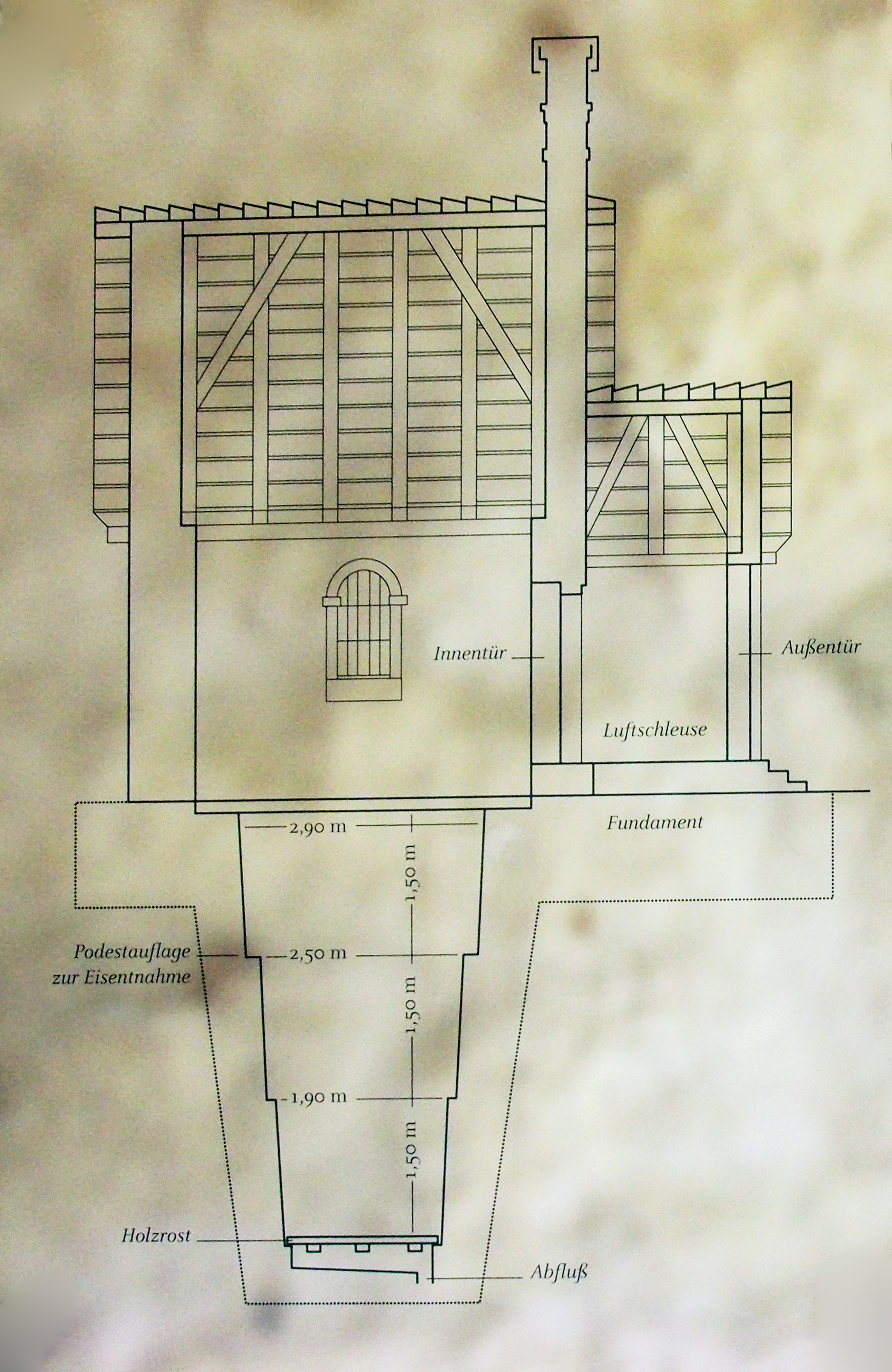
Aufriss des Eishauses Schloss Belvedere (Weimar)

Die Gebäude sind so konstruiert, dass Temperatureinflüsse auf den Innenraum möglichst wenig Einfluss haben. Die Konstruktion besteht aus möglichst schlechten Wärmeleitern, in erster Linie Holz.
Um von der Wärmeleitung des Bodens zu isolieren, ruht ein solcher Bau über einem etwa 1 m hohen Luftraum über dem Erdboden. Das Gebäude besteht im Prinzip aus zwei großen, ineinander geschachtelten Behältern aus tragenden Holzkonstruktionen, so dass zwei mehr als 1 Meter voneinander entfernte Wände entstehen, zwischen diese gut gelaugte Gerberlohe oder Sägespäne, besonders Torfstreu oder besser Torfmull gefüllt ist.
Der eigentliche Eisbehälter aus Holzbohlen hat nochmals einen Abstand von 1 m zum ihn umgebenden inneren Raum, getrennt nur durch die gut isolierende Luft.
Eine Bedachung aus einer dicken Strohschicht als Isolierung gegen die direkte Sonnenstrahlung hat sich bewährt. Man pflanzt rings um das Eishaus Bäume, z. B. Rosskastanien, welche mit ihrem dichten Laub starke Schatten auf das Haus werfen.
Eine in der nördlichen Hemisphäre nordwärts ausgerichtete Schleuse, welche aus einem mehrere Meter langen Gang und zwei mit Strohmatratzen isolierten, gut schließenden Türen besteht, verhindert den Luftaustausch und direkte Sonneneinstrahlung beim Öffnen des Baus. Von der Decke des Innenraums des Eishauses reicht ein quadratischer 40 cm breiter auch aus Holz gebauter Schacht über das Dach hinaus, welcher mit Schiebern verschlossen werden kann.

## Betrieb

### Winterbetrieb
Im Winter werden bei Temperaturen unter dem Gefrierpunkt alle Türen der Luftschleuse und die Schieber des Kamins geöffnet, um den Innenraum auf die Temperatur der hereinfließenden Luft abzukühlen. Das eingelagerte Eis kommt so nur mit Luft von Frostgraden in Berührung. An den kältesten Tagen wird das kälteste zu beschaffende Eis in das Haus eingelagert, um den abgeschmolzenen Bestand wieder zu ergänzen. Sobald die Außentemperatur über die der Innentemperatur ansteigt, wird das Gebäude wieder vollständig verschlossen.

### Sommerbetrieb
In den warmen Monaten wird darauf geachtet, das Haus nur in den kühlsten Morgenstunden oder spät am Abend zu betreten und stets eine Tür der Schleuse geschlossen zu haben, bevor die andere geöffnet wird.

## Geschichte
- Eine Keilschrifttafel von 1780 v. Chr. dokumentiert den Bau eines Eishauses „das noch nie zuvor ein König gebaut hatte.“ durch Zimri-Lim, den König von Mari, in der nordmesopotamischen Stadt Terqa.
- In China fanden Archäologen Reste von Eisgruben aus dem 7. Jahrhundert v. Chr., und Hinweise deuten darauf hin, dass diese vor 1100 v. Chr. in Gebrauch waren.
- Bereits 400 v. Chr. meisterten die Perser den Bau von unterirdischen Kühlhöhlen, die sie Yachtschal nannten.
- Alexander der Große lagerte um 300 v. Chr. Schnee in zu diesem Zweck gegrabenen Gruben.
- In Rom wurde im 3. Jahrhundert n. Chr. Schnee aus den Bergen eingeführt, in strohgedeckten Gruben gelagert und in Schneegeschäften verkauft. Das sich am Boden der Gruben bildende Eis wurde zu einem höheren Preis verkauft als der Schnee.